# Борец живокостнолистный
Боре́ц живокостноли́стный (лат. Aconitum delphinifolium) — многолетнее травянистое растение, вид рода Борец (Aconitum) семейства Лютиковые (Ranunculaceae).

## Распространение и экология
Ареал вида охватывает Восточную Сибирь, Дальний Восток России (Камчатка). Описан с Камчатки.
Произрастает на альпийские лугах.

## Ботаническое описание
Корневище короткое, косое, мало утолщённое. Стебель прямой, гладкий, высотой до 70 см выс, толщиной не более 3 мм.
Листья немногочисленные, нижние на длинных черешках, до основания пальчато-пятираздельные, доли с 3—5 крупными целыми зубцами, клиновидные или ланцетные, голые, весьма варьируются по ширине и длине.
Соцветие — рыхлая кисть из 1—7 тёмно-синих крупных цветков. Шлем высотой 1—12 см, длиной до 2 см, шириной на уровне носика до 2,5 мм, округлый, с серповидным, сравнительно узким носиком; боковые доли околоцветника очень крупные, округло-треугольные с ресничками, длиной до 2,2 см, шириной около 2,5 см; нижние доли околоцветника линейно-ланцетные, длиной 2—2,5 см, шириной 0,6—1 см, с ресничками. Нектарники с тонким, изогнутым ноготком, коротким несогнутым головчатым шпорцем и небольшой пластинкой, заканчивающейся маленькой губой с короткой выемкой. Завязи в числе пяти, слегка опушённые.

## Таксономия
Вид Борец живокостнолистный входит в род Борец (Aconitum) трибы Живокостные (Delphinieae) подсемейства Лютиковые (Ranunculoideae) семейства Лютиковые (Ranunculaceae) порядка Лютикоцветные (Ranunculales).
|  |                       |  |                                               |                                               |                                         |  | ещё четыре подсемейства (согласно Системе APG II) | ещё четыре подсемейства (согласно Системе APG II) |                                           |  |  |  | ещё 2 рода              | ещё 2 рода                  |  |  |
|  |                       |  |                                               |                                               |                                         |  | ещё четыре подсемейства (согласно Системе APG II) | ещё четыре подсемейства (согласно Системе APG II) |                                           |  |  |  | ещё 2 рода              | ещё 2 рода                  |  |  |
|  |                       |  |                                               | семейство Лютиковые                           |                                         |  |                                                   |                                                   | триба Живокостные                         |  |  |  |                         | вид Борец живокостнолистный |  |  |
|  |                       |  |                                               | семейство Лютиковые                           |                                         |  |                                                   |                                                   | триба Живокостные                         |  |  |  |                         | вид Борец живокостнолистный |  |  |
|  | порядок Лютикоцветные |  |                                               |                                               | подсемейство Лютиковые (Ranunculoideae) |  |                                                   |                                                   | род Борец, или Аконит                     |  |  |  |                         |                             |  |  |
|  | порядок Лютикоцветные |  |                                               |                                               |                                         |  |                                                   |                                                   |                                           |  |  |  |                         |                             |  |  |
|  |                       |  | ещё десять семейств (согласно Системе APG II) | ещё десять семейств (согласно Системе APG II) |                                         |  |                                                   | ещё восемь триб (согласно Системе APG II)         | ещё восемь триб (согласно Системе APG II) |  |  |  | ещё от 250 до 300 видов |                             |  |  |
|  |                       |  |                                               | ещё десять семейств (согласно Системе APG II) |                                         |  |                                                   |                                                   | ещё восемь триб (согласно Системе APG II) |  |  |  |                         |                             |  |  |